# Piramidă pătrată
În geometrie o piramidă pătrată este o piramidă care are baza un pătrat. Dacă apexul este situat perpendicular deasupra centrului pătratului, este o piramidă pătrată dreaptă și are simetria C4v. Dacă toate lungimile laturilor sunt egale, este o piramidă pătrată echilaterală, care este poliedrul Johnson J1.

## Piramida pătrată oblică
O piramidă pătrată oblică cu latura bazei a și înălțimea h are volumul
{\displaystyle V={\frac {1}{3}}a^{2}h}.

## Piramida pătrată dreaptă
Într-o piramidă pătrată dreaptă, toate laturile laterale au aceeași lungime, iar fețele, în afară de bază, sunt triunghiuri isoscele congruente.
O piramidă pătrată dreaptă cu latura bazei a și înălțimea h are aria și volumul:
{\displaystyle A=l^{2}+l{\sqrt {a^{2}+4h^{2}}}},
{\displaystyle V={\frac {1}{3}}a^{2}h}.
Lungimea laturii laterale este:
{\displaystyle {\sqrt {h^{2}+{{a^{2}} \over {2}}}}};
iar apotema laterală este:
{\displaystyle {\sqrt {h^{2}+{{a^{2}} \over {4}}}}}.
Unghiurile diedre sunt:
- între bază și fețele laterale:

{\displaystyle \arctan \left({{2\,h} \over {a}}\right)};
- între două fețe laterale adiacente:

{\displaystyle \arccos \left({{-a^{2}} \over {a^{2}+4\,h^{2}}}\right)}.

## Piramida pătrată echilaterală, poliedrul Johnson J1
Dacă toate laturile au aceeași lungime, atunci fețele laterale sunt triunghiuri echilaterale, iar piramida este o piramidă pătrată echilaterală, poliedru Johnson J1.
Piramida pătrată Johnson poate fi caracterizată printr-un singur parametru, lungimea laturii a.
Înălțimea h (de la mijlocul pătratului până la apex), aria A (incluzând toate cele cinci fețe) și volumul V al unei piramide pătrate echilaterale sunt:
{\displaystyle h={\frac {1}{\sqrt {2}}}a} ,
{\displaystyle A=\left(1+{\sqrt {3}}\right)\,a^{2}},
{\displaystyle V={\frac {\sqrt {2}}{6}}\,a^{3}}.
Unghiurile diedre ale piramidei pătrate echilaterale sunt:
- între bază și fețele laterale:

{\displaystyle \arctan {{\big (}{\sqrt {2}}{\big )}}\approx 54,73561^{\circ }}.
- între două fețe laterale adiacente:

{\displaystyle \arccos \left({-{\frac {1}{3}}}\right)\approx 109,47122^{\circ }}.

## Graf
O piramidă pătrată poate fi reprezentată prin graful roată W5.

## Poliedre și faguri înrudiți
| Piramide regulate | Piramide regulate | Piramide regulate | Piramide regulate | Piramide regulate | Piramide regulate | Piramide regulate | Piramide regulate | Piramide regulate |
| Digonală          | Triunghiulară     | Pătrată           | Pentagonală       | Hexagonală        | Heptagonală       | Octogonală        | Eneagonală        | Decagonală...     |
| Improprie         | Regulată          | Echilaterale      | Echilaterale      | Isoscele          | Isoscele          | Isoscele          | Isoscele          | Isoscele          |
| ----------------- | ----------------- | ----------------- | ----------------- | ----------------- | ----------------- | ----------------- | ----------------- | ----------------- |
|                   |                   |                   |                   |                   |                   |                   |                   |                   |
|                   |                   |                   |                   |                   |                   |                   |                   |                   |

| Un octaedru regulat poate fi considerat o bipiramidă pătrată, adică două piramide pătrate Johnson conectate între ele la baze. | hexaedrul tetrakis poate fi construit dintr-un cub cu piramide pătrate scurte adăugate pe fiecare față. | Un trunchi pătrat este o piramidă pătrată cu vârful trunchiat. |

Piramidele pătrate umplu spațiul împreună cu tetraedre, cuburi trunchiate sau cuboctaedre.

### Poliedru dual
| Dualul piramidei pătrate | Desfășurata dualului |
| ------------------------ | -------------------- |
|                          |                      |

Topologic, piramida pătrată este un poliedru autodual. Lungimile laturilor dualului sunt diferite.